# Громадянин Топінамбур
Громадянин Топінамбур (до 2022 — Гражданин Топинамбур) —  український  гурт, створений у 2000 р. 

## Стиль
Свій стиль музиканти характеризують як «Театр жорсткої естради». Шанувальники їхньої творчості — як суміш жанрів ska та rock.
Ліричний герой гурту — середній мешканець пострадянського простору. Це інтелігентний робітник металургійного заводу із тугою за прекрасним (картами, жінками, циганами та ведмедями) та кволий студент, який щовечора борониться від хуліганів дошкою для шахів. Це співробітниця НДІ з хронічною мігренню та бурхливою молодістю. ТОПИНАМБУРи оспівують мрії та сподівання схожих персонажів у суворій й безкомпромісній формі. Атмосфера театралізованого безладу кочує від концерту до концерту.
Гурт багато гастролює, його композиції лунають у радіо- та телеефірах. Колектив є частим гістем масштабних фестивалів, серед яких The Best City.Ua, Brest Bire Festival International, Goblin-Show, ВЙО Кобеляки, Рейвах, Мото ВЕСНА, НАШатырь, ДніпРок, Стопудівка, ГогольFest, Atlas Weekend, Схід-Рок та багатьох інших.

## Історія
Вперше з творчістю «топінамбурів» громадськість познайомилася в грудні 2000 року в дніпропетровському рок-клубі «Бомба». У 2007 році гурт «Гражданин Топинамбур» виступив в дуеті з  Катею Лель в телепередачі «Голубой огонек» на телеканалі НТВ. Навесні 2009 року побачив світ дебютний альбом колективу під назвою «Друг Семьи». За місяць він з'явився в мережі, доступний офіційно для вільного скачування.
2 жовтня 2009 року відбулася презентація дебютного кліпу на пісню «Вкл-Выкл», в якому знялися Світлана Вольнова та учасники Comedy Club Ukraine — Дядя Жора і Лось Стахов, а також Гала Кудріна і  гурт Антитіла. У листопаді 2009 року група взяла участь в соціально-культурному проекті МИР, ініціаторами якого виступили музиканти Олег Карамазов і  Юрій Шевчук і міжнародна громадська організація «День Крещения Руси».
Склад колективу брав участь у багатьох конкурсах, в їх числі був проект «Свіжа кров» на телеканалі  М1. Як підбиття підсумків конкурсу, вони дали інтерв'ю в програмі «Guten Morgen» з Кузьмою і Ольгою Горбачовою.
У березні 2011 року був знятий кліп на пісню «Загоревший зад», режисером якого виступив Олексій Тараненко, «Million Pixels Studio». 6 червня кліп потрапив в ротацію на музичний канал М2.
У жовтні 2011 року в світ вийшов другий альбом гурту під назвою «Давай Останемся Друзьями», запис зроблено на студії «Diggidon Sound Lines». Так само, як і «Друг Семьи», музиканти виклали його в інтернет для вільного завантаження. Презентація цього альбому відбулася 11 листопада 2011 року у Києві.
З 29 червня по 1 липня 2012 року взяли участь у фестивалі «The Best City.UA», або «Краще Місто», який проходив у Дніпропетровську, виступаючи з концертною програмою та ранковою зарядкою.
У вересні 2013 року вийшов третій альбом колективу «Рука Плохого Человека»
27 січня, 2016 року Дніпропетровці виклали в інтернет свій четвертий студійний альбом, що складається із 11 «актуальних і злободенних» пісень.
За словами учасників гурту, титульна композиція альбому — найновіша у серії соціальних експериментів команди. Як розповіли MusicInUA  «топінамбури», лонгплей дозрівав два з половиною роки. Його творці зізнаються: аби зробити альбом довершенішим, змушені були неодноразово порушувати терміни його випуску, які самі собі встановлювали. Музиканти також відзначають, що на новій платівці вони намагалися передати «ефект живого звучання». Власне, аби відтворити енергетику концертів, більшість пісень були зафіксовані однієї сесією, наживо, без метронома.

17 червня 2016 року гурт «Гражданин Топинамбур» поділилися зі своїми шанувальниками новим доробком — синглом «Пицца и Лимонад».
«Брати і сестри! З недавніх пір на наших запаморочливих концертах ми почали проводити служіння, оспівуючи піцу і лимонад, аби вигнати з вас демонів і очистити від скверни. А ось для тих, хто не може відвідувати наші виступи, ми записали всі обряди і молитви в аудіоформаті», — йдеться у спільноті гурту в ВКонтакте.
17 грудня 2016 колектив оприлюднив абсолютно нову композицію. Реліз синглу «Нигде» відбувся 16 грудня.
Андрій Удовиченко, барабанщик гурту Гражданин Топинамбур: «На сьогоднішній день особисто для мене ця пісня — вінець поетичної творчості нашого вокаліста Романа Забуги. У ній дуже багато автора, він ставить питання самому собі, він у цій пісні дуже відвертий… Якщо висловитися пафосними словами, то це — дуже екзистенціальна пісня».
Учасники рок-колективу розповіли, що їм завжди хотілося бути «різноплановими артистами». При цьому вони наголошують: веселі «топінамбури» нікуди не дінуться.
Роман Забуга, фронтмен гурту: «Дуже дивно, коли артист протягом усієї своєї творчої діяльності співає лише веселі пісні. У такому випадку потрібно всерйоз задуматися над його психічним станом. Або навпаки — коли артист увесь час співає про те, як він кохає яку-небудь жінку, чи про якийсь образ типу „я — тебе, ти — мене“, і це продовжується від альбому до альбому… Ми ж намагаємося передусім відображувати різні грані самих себе. Ми не змінилися, ми не зарікаємося від якоїсь безшабашності, просто пісня „Нигде“ — це відображення певної ділянки життя одного окремого чоловічка. Я упевнений, що багато хто зможе цю пісню спроектувати на себе — вона буде людям близькою».

 
29 квітня 2017 року гурт презентував нову пісню «Коньяковский» увійде до п'ятого студійного альбому формації, реліз якого був запланований на кінець 2017 року, але вийшов в 2019.
«Ми великі фантазери, і нам видалося, що останнім часом нас оточують суцільні антигерої. Саме тому ми й вигадали супергероя Коньяковського», — розповів фронтмен гурту Роман Забуга в ефірі українського чарту #Селекція на Джем ФМ.
За словами Романа, прототипом нового «супергероя» став саксофоніст гурту Данило Вінаріков.
«Пісня, як нам здається, вийшла гарною, доброю, а головне — бадьорою», — додав музикант. Зауважимо, що вже зовсім скоро колектив розпочне роботу над кліпом на цю композицію. Для цього дніпряни вирушать на Закарпаття, де й відбуватимуться зйомки виднограю.
15 липня 2021 року відбувся реліз альбому «Останній Френд» відбувся на багатьох платформах. Абсолютно новий формат та нове звучання для «Гражданин Топинамбур». Це експеримент з новими для музикантів стилями і звуками: кантрі, хард кор, рок-н-ролл та психоделік-блюз. «Останній френд» — шостий лонгплей та перший україномовний альбом у дискографії дніпровської команди «Гражданин Топинамбур».
Все, що хоче сказати та не наважиться, все, що хоче робити та не робить. На все це має право  людина на сцені. Звісно, “останній друг” — це не мікрофон і не стійка з-під нього. Це ти сам. Твоє “Я”, з яким ти безперервно у діалозі, у постійних спробах не загубити себе у світі складному жорстокому і несправедливому». До альбому ввійшло 11 композицій, над якими музиканти працювали протягом останніх двох років.
Над обкладинкою до альбому «Останній френд» працювали фотограф Станіслав Іващенко та дизайнер Надія Басіч.
У 2022 році гурт «Гражданин Топинамбур» змінив назву з російської на українську. 

## Склад

### Теперішні учасники
- Андрій Удовиченко — ударні
- Роман Забуга — вокал
- Микола Зізенко — гітара
- Максим Грусевич — бас-гітара
- Артем Кущ — тромбон
- Антон Морозов — труба
- Данило Вінаріков — саксофон

### Колишні учасники
- Сергій Добровольський — бек-вокал
- Максим "БОББІ" Сидоренко — труба
- Кирило Харченко — бас-гітара
- Андрій Наконечний — гітара
- Євген Солодовніков — акордеон
- Сергій Причисленко — акордеон
- Сергій Кондратьєв — тромбон
- Олександр Богачев — бас-гітара
- Антон Зайцев — гітара
- Артем Кудла — гітара
- Владислав Подлюк — труба
- Яків Цвєтінський — труба

## Альбоми

### Студійні альбоми
- 2009 — Друг Семьи
- 2011 — Давай Останемся Друзьями
- 2013 — Рука Плохого Человека
- 2016 — Улыбаясь По Дороге в Банк
- 2018 — Белки Жиры и Идиоты
- 2021 — Останній Френд
- 2023 — Найкраща  Музика

### Сингли
- 2012  — Знакомьтесь
- 2013  — Чикуита
- 2014  — Ракета
- 2015  — Джига
- 2016  — Нигде
- 2019  — Пісня про дівчат
- 2020  — Гірші за тебе
- 2020  — Все умрут, а я останусь!